# ليو أ. والتون
ليو أ. والتون (بالإنجليزية: Leo A. Walton)‏ هو عسكري أمريكي، ولد في 7 أكتوبر 1890 في سايلم في الولايات المتحدة، وتوفي في 7 سبتمبر 1961 في أورلاندو في الولايات المتحدة.